# لوي نيل
لوي نيل (بالفرنسية: Louis Eugène Félix Néel) هو عالم فيزياء فرنسي حاز على جائزة نوبل للفيزياء عام 1970 عن «أبحاثة الرائدة في دراسة الخواص المغناطيسية للجوامد». وقد شاركه في جائزة نوبل العالم السويدي هانز ألفين.
ولد لوي نيل في 22 نوفمبر 1904 بمدينة ليون بفرنسا، وتوفي في 17 نوفمبر 2000. وتخصص في فيزياء المواد الصلبة، وله أبحاث رائدة في دراسة المغناطيسية، وقد أدت تلك الأبحاث إلى تحسين عمل ذاكرة الحاسوب، كما أدت أبحاثه أيضا إلى فهم المجال المغناطيسي للأرض.

## روابط خارجية
- لوي نيل على موقع الموسوعة البريطانية (الإنجليزية)
- لوي نيل على موقع مونزينجر (الألمانية)
- لوي نيل على موقع إن إن دي بي (الإنجليزية)